# Helicoconis (Helicoconis) sengonca
Helicoconis (Helicoconis) sengonca is een insect uit de familie van de dwerggaasvliegen (Coniopterygidae), die tot de orde netvleugeligen (Neuroptera) behoort. 
Helicoconis (Helicoconis) sengonca is voor het eerst wetenschappelijk beschreven door Rausch et al. in 1978.